# Acanthastrea echinata
Acanthastrea echinata là một loài san hô trong họ Mussidae. Loài này được Dana mô tả khoa học năm 1846.